# Prowincja Quảng Trị
Quảng Trị (wymowaⓘ) – prowincja Wietnamu, znajdująca się w centralnej części kraju, w Regionie Wybrzeża Północno-Środkowego. Na zachodzie prowincja graniczy z Laosem.

## Podział administracyjny
Prowincja Quảng Trị dzieli się na dziewięć dystryktów i jedno miasto.
- Miasta:

1. Đông Hà

- Dystrykty:

1. Cam Lộ
2. Cồn Cỏ
3. Đa Krông
4. Gio Linh
5. Hải Lăng
6. Hướng Hóa
7. Quảng Trị
8. Triệu Phong
9. Vĩnh Linh